# Páskándiné Sebők Anna
Páskándiné Sebők Anna, P. Sebők Anna (Kolozsvár, 1943. szeptember 28. – Budapest, 2022. május 6.) kultúrtörténész, író, filmrendező, Páskándi Géza felesége.

## Élete
1970-ben végzett a temesvári egyetem bölcsészkarán, majd 1974-ig tanár volt egy középiskolában és tanítóképzőben, amikor férjével Magyarországra költözött. 1976-tól az MTA kelet-európai kutatócsoportjának tudományos munkatársa. Fő kutatási területe: összehasonlító kisebbségkutatás, elsősorban román–magyar viszonylatban.

## Filmjei
- 1999 A szalmabábuk lázadása, dramaturg
- 2004 Erdély 1956 (színes magyar dokumentumfilm) rendező, narrátor
- 2005-2006 A vélt szabadság ára, rendező, forgatókönyvíró, szereplő
- 2007 Búcsú (Az erdélyi magyar zsidó kultúra nyomában), rendező, narrátor, riporter
- 2013 Cselekvő hit (Járosi Andor emlékére), rendező

## Irodalmi munkássága
- Román Szocialista Köztársaság oktatási rendszere; OPKM, Budapest, 1983 (Az Országos Pedagógiai Könyvtár és Múzeum kiadványai. Iskolarendszerek)
- Olaszország oktatási rendszere. 1984 Orsz. Ped. Könyvtár
- Kolozsvári perek, 1956; Hamvas Intézet, Budapest, 2001 (Arc és álarc)
- Az erdélyi 1956-os per (Beszélgetés az egykori rab Dávid Gyula irodalomtörténésszel), Kortárs, 2001, 10. 3–16. old.
- Szabadságra Vágyó Ifjak Szervezete, 1956; Hamvas Intézet, Budapest, 2003 (Hamvas füzetek)
- Páskándi Géza "Ézagh történetei", Forrás, 2003. 5. 50. o.
- Valaki közeledik a végtelenhez, Forrás, 2008. 5. 4. o.
- Rozsdásszemű. Emlékezőregény, dokumentumokkal; Méry Ratio, Šamorín, 2015

## Díjai, elismerései
- Legjobb dokumentumfilm (2005) Az Erdély 1956 című filmért a Budapesti Magyar Filmszemlén[5]
- Rádió dokumentum hangjáték 1999, első díj
- Magyar Filmszemle 2005, rendezői különdíj; Báthory István díj, 2010
- Külföldi bemutatók: Párizs, Brüsszel (3 alkalom), London, Kolozsvár, Nagyvárad